# Pirackie potyczki
Pirackie potyczki (ang. Swashbuckle) – brytyjski program dla dzieci stylizowany na reality show. Emitowany jest na antenie kanału CBeebies. Za produkcję i dystrybucję odpowiada BBC Studios.
Światowa premiera odbyła się 6 lipca 2013 roku, zaś do Polski zawitał 27 czerwca 2016 roku.
W Wielkiej Brytanii odcinki programu są dostępne w platformie BBC iPlayer, zaś w Polsce można znaleźć je w usłudze BBC Player oferowanej przez Canal+ online.

## Opis
Teleturniej dla dzieci rozgrywa się na wraku pirackiego statku o nazwie Szkarłatna Kałamarnica, na którym mieszka troje strasznych piratów. W każdym odcinku kapitan statku i jej podwładni ukrywają zrabowane klejnoty. Grupa małych uczestników musi je odnaleźć, biorąc udział w różnego rodzaju grach i konkursach, w których pomaga im należąca do klanu piratów papuga Skrzek. Jeśli dzieciom uda się odnaleźć wszystkie skarby, jeden z rozbójników zostaje skazany na okrutną karę - musi skoczyć prosto do zbiornika z zieloną papką.

## Bohaterowie
| Bohater            | Aktor               | Sezon | Sezon | Sezon | Sezon | Sezon | Sezon | Sezon | Sezon |
| Bohater            | Aktor               | 1.    | 2.    | 3.    | 4     | 5.    | 6.    | 7.    | 8.    |
| ------------------ | ------------------- | ----- | ----- | ----- | ----- | ----- | ----- | ----- | ----- |
| Gem                | Gemma Hunt          | ●     | ●     | ●     | ●     | ●     | ●     | ●     | ●     |
| Skrzek             | Connor McNamara     | ●     | ●     | ●     | ●     | ●     | ●     | ●     | ●     |
| Kapitan Kapitańska | Jennie Dale         |       |       |       | ●     | ●     |       | ●     | ●     |
| Kapitan Topielska  | Ella Kenion         | ●     | ●     | ●     | ●     |       |       |       |       |
| Kapitan HeyHo      | Sophia Nomvete      |       |       |       |       |       | ●     |       |       |
| Pieprz             | Joseph Elliott      | ●     | ●     | ●     | ●     | ●     | ●     |       |       |
| Lina               | Richard David Caine | ●     | ●     | ●     | ●     | ●     | ●     |       |       |
| Piach              | Ian Kirkby          |       |       |       |       |       |       | ●     | ●     |
| Glonek             | Tyler Collins       |       |       |       |       |       |       | ●     | ●     |

## Lista odcinków
| N/o                       | Angielski tytuł                          | Polski tytuł |
| ------------------------- | ---------------------------------------- | ------------ |
| SERIA PIERWSZA (2013)     |                                          |              |
| 001                       | A Mariner's Masterpiece                  |              |
| 002                       | Funny Games                              |              |
| 003                       | Pirate School                            |              |
| 004                       | The Daringly Dangerous Expedition        |              |
| 005                       | A Hearty Heist                           |              |
| 006                       | Bungling Conjuring                       |              |
| 007                       | Pirate Pancakes                          |              |
| 008                       | Jolly Jokers                             |              |
| 009                       | Coconutters                              |              |
| 010                       | Painters and Detonators                  |              |
| 011                       | Squeaky Stowaways                        |              |
| 012                       | Pirate Pups                              |              |
| 013                       | Sinker's Sniffles                        |              |
| 014                       | Sinker's Banquet                         |              |
| 015                       | Pieces of Eight                          |              |
| 016                       | Hats Off                                 |              |
| 017                       | Stinky Shipmates                         |              |
| 018                       | The Pirate Games                         |              |
| 019                       | A Fancy Mess                             |              |
| 020                       | Anchors Away                             |              |
| 021                       | Sweltering Seadogs                       |              |
| 022                       | Scarified Sinker                         |              |
| 023                       | Jiggling Jib Hangers                     |              |
| 024                       | The Buccaneers' Ball                     |              |
| 025                       | Salute You, Sir                          |              |
| 026                       | A Seafarer's Tale                        |              |
| SERIA DRUGA (2014-2015)   |                                          |              |
| 027                       | CBeebies Pirate Party                    |              |
| 028                       | Strict Pirate's Got Talent               |              |
| 029                       | The Scarlet Squid Clear Out              |              |
| 030                       | Tooth Fairy                              |              |
| 031                       | Monster from the Deep                    |              |
| 032                       | Captain Bellywobble                      |              |
| 033                       | Choccy Lock                              |              |
| 034                       | Pirates Rock                             |              |
| 035                       | Sinker's Birthday Surprise               |              |
| 036                       | Doctors and Nurses                       |              |
| 037                       | Pirate Pampering                         |              |
| 038                       | The Ship Shop                            |              |
| 039                       | Pirate Perfume Pong                      |              |
| 040                       | Plankety Plank                           |              |
| 041                       | Mr Feathers                              |              |
| 042                       | Pirate Pudsey Radio                      |              |
| 043                       | Idiotic Inventions                       |              |
| 044                       | The Space Ship                           |              |
| 045                       | Sea Shell Silliness                      |              |
| 046                       | Raspberry Fools                          |              |
| 047                       | Sinker's Twin                            |              |
| 048                       | Weather or Not                           |              |
| 049                       | Ship Shape Shipmates                     |              |
| 050                       | Catch of the Day                         |              |
| 051                       | Three Wishes                             |              |
| 052                       | Horrible Hiccups                         |              |
| SERIA TRZECIA (2015)      |                                          |              |
| 053                       | Double Trouble                           |              |
| 054                       | Swashpuppets                             |              |
| 055                       | The Line Song                            |              |
| 056                       | Cook's Seaweed Rap                       |              |
| 057                       | Treasure Trap                            |              |
| 058                       | Mermaids                                 |              |
| 059                       | A Fruitful Day                           |              |
| 060                       | Shipwreck in a Bottle                    |              |
| 061                       | Sinker's Letter                          |              |
| 062                       | Sandcastles                              |              |
| 063                       | One of the Crew                          |              |
| 064                       | The Big Fall Out                         |              |
| 065                       | Plant Hunters                            |              |
| 066                       | Precious Pearls                          |              |
| 067                       | Silent Sinker                            |              |
| 068                       | Jolly Splodger                           |              |
| 069                       | Sticky Fly Trap                          |              |
| 070                       | Weevils                                  |              |
| 071                       | Super Cannon                             |              |
| 072                       | Hammocks                                 |              |
| 073                       | Shellephone                              |              |
| 074                       | Cannonball Catastrophe                   |              |
| 075                       | Mutiny                                   |              |
| 076                       | Maps – the Way to Do It                  |              |
| 077                       | Snow Joke                                |              |
| SERIA CZWARTA (2016-2017) |                                          |              |
| 078                       | Sinker's Holiday                         |              |
| 079                       | The New Captain                          |              |
| 080                       | Swimming Lessons                         |              |
| 081                       | A Hole Lot of Mess                       |              |
| 082                       | Reckless with a Necklace                 |              |
| 083                       | Concertina Chaos                         |              |
| 084                       | Seadog Supper                            |              |
| 085                       | Pesky Pirate Swashbucklers               |              |
| 086                       | Aaargh–robics                            |              |
| 087                       | Sinker in a Bottle                       |              |
| 088                       | Talk Like a Pirate                       |              |
| 089                       | First Rate First Mate                    |              |
| 090                       | Duck Disaster                            |              |
| 091                       | Cook Wants a Beard                       |              |
| 092                       | Seaweed Machine                          |              |
| 093                       | Handbook Havoc                           |              |
| 094                       | The Creak                                |              |
| 095                       | Are We Having Fun Yet?                   |              |
| 096                       | Hold Onto Your Hats                      |              |
| 097                       | Sinker's Return                          |              |
| 098                       | A Second Squawk                          |              |
| 099                       | Super Shiny Scarlet Squid                |              |
| 100                       | The Ship's Anchor                        |              |
| 101                       | The Broken Bell                          |              |
| 102                       | Cooling Captain Captain                  |              |
| 103                       | Time Capsule Treasure Chest              |              |
| SERIA PIĄTA (2017-2018)   |                                          |              |
| 104                       | Sinker's Message                         |              |
| 105                       | Sharks!                                  |              |
| 106                       | Seaweed Super Soup                       |              |
| 107                       | Mini Cook and Line                       |              |
| 108                       | Whistleless Whistle                      |              |
| 109                       | Bad Loser                                |              |
| 110                       | Little Sea Monster                       |              |
| 111                       | Fool's Jewel                             |              |
| 112                       | Knotty Pirates                           |              |
| 113                       | The Brig                                 |              |
| 114                       | Itchy Uniforms                           |              |
| 115                       | Silly as Slop                            |              |
| 116                       | Christmas Rules                          |              |
| 117                       | Silly Sounding Sea Creatures             |              |
| 118                       | Pirate Pox                               |              |
| 119                       | Three Captain Captains                   |              |
| 120                       | Coco–nutty                               |              |
| 121                       | Sluggy the Sea Slug                      |              |
| 122                       | Pirate's Den                             |              |
| 123                       | Pirate Puzzle Map                        |              |
| 124                       | Pirate Overboard                         |              |
| 125                       | The Unlucky Whistle                      |              |
| 126                       | Nautical Novels                          |              |
| 127                       | Captain's Vote                           |              |
| 128                       | Shipshape Shipwreck                      |              |
| 129                       | No Longer Naughty Pirates                |              |
| SERIA SZÓSTA (2019)       |                                          |              |
| 130                       | Meet Captain Hey–Ho                      |              |
| 131                       | The Captain's Shower                     |              |
| 132                       | Monster Spotting                         |              |
| 133                       | Swash TV                                 |              |
| 134                       | Barrel Full of Line                      |              |
| 135                       | King Cook                                |              |
| 136                       | Strong Sea Legs                          |              |
| 137                       | Green Fingered Pirates                   |              |
| 138                       | Beard                                    |              |
| 139                       | Mummy Cook and Daddy Line                |              |
| 140                       | Line's Pirate Choir                      |              |
| 141                       | Sleepy Shipmates                         |              |
| 142                       | Slime versus Slop                        |              |
| 143                       | Camouflage                               |              |
| 144                       | Don't Make Me Laugh                      |              |
| 145                       | Silent Disco                             |              |
| 146                       | Captain Hey–Ho's Sing–A–Long             |              |
| 147                       | Fishy Mud                                |              |
| 148                       | Spare Pirates                            |              |
| 149                       | Sea Horse                                |              |
| 150                       | Seafood a'la Slurp                       |              |
| 151                       | The Only Way is Pirate                   |              |
| 152                       | Storm's A'Coming                         |              |
| 153                       | Swashdance                               |              |
| 154                       | Mystic Pebbles                           |              |
| 155                       | A Load of Rubbish                        |              |
| SERIA SIÓDMA (2021)       |                                          |              |
| 156                       | Captain Captain's Back                   |              |
| 157                       | Rhyming Lurgy                            |              |
| 158                       | Captain Twinkletoes                      |              |
| 159                       | Ahoy Sandy and Seaweed                   |              |
| 160                       | Bowled Over                              |              |
| 161                       | Captain Covelli's Holiday Camp           |              |
| 162                       | Ship Parts Song                          |              |
| 163                       | The Pirate Inspector                     |              |
| 164                       | The Big Day                              |              |
| 165                       | Yogaarrr                                 |              |
| 166                       | Buccaneer Cheer                          |              |
| 167                       | Smart Parrot                             |              |
| 168                       | Midnight Feast                           |              |
| 169                       | Seaweed's Squid Dance                    |              |
| 170                       | Perfectly Pirate                         |              |
| 171                       | Bad Luck Bananas                         |              |
| 172                       | Pirate Jumble Sale                       |              |
| 173                       | Pirate Pets                              |              |
| 174                       | Pirate Stickers                          |              |
| 175                       | Davy Jones's Locker                      |              |
| 176                       | Sandcastle Squish                        |              |
| 177                       | Wing It Now                              |              |
| 178                       | Headscarf Calamity                       |              |
| 179                       | Captain Captain's Classic Clips          |              |
| 180                       | Sandy and Seaweed's Super Snippets       |              |
| 181                       | Gem's Jewels                             |              |
| SERIA ÓSMA (2022)         |                                          |              |
| 182                       | Captain Captain – The Musical            |              |
| 183                       | Captain Gem                              |              |
| 184                       | Captain Captain's Aarrrt Show            |              |
| 185                       | Mastaarrr Chef                           |              |
| 186                       | Seaweed's Scrub Rap                      |              |
| 187                       | Sandy's Waistcoat of Wonders             |              |
| 188                       | Seaweed's Dream Spade                    |              |
| 189                       | Captain’s Log                            |              |
| 190                       | Seaweed the Inventor                     |              |
| 191                       | Remote Control                           |              |
| 192                       | Never Eat Soggy Waffles                  |              |
| 193                       | Captain Captain's Cool Pirates           |              |
| 194                       | Ye Old Piratey Butlaarrrs                |              |
| 195                       | The Big Book Of All Pirate World Records |              |
| 196                       | Pirate Yearbook                          |              |
| 197                       | The Swashbuckle Seven Seas               |              |
| 198                       | The Big Brain Swash Challenge            |              |
| 199                       | Proper Pirate Proficiency Test           |              |
| 200                       | Sandy And Seaweed's Scarecrow Challenge  |              |
| 201                       | Uncle Joe King                           |              |
| 202                       | The Slimy Seaworm                        |              |
| 203                       | Awsome Ancestors                         |              |
| 204                       | Boom Family Reunion                      |              |
| 205                       | Captain Captain's Best Bits              |              |
| 206                       | Sandy And Seaweed's Treasure Trove       |              |
| 207                       | Gem's Magic Moments                      |              |

## Nagrody i nominacje
| Rok  | Plebiscyt    | Kategoria           | Wynik     |
| ---- | ------------ | ------------------- | --------- |
| 2015 | BAFTA Awards | rozrywka dla dzieci | Wygrana   |
| 2018 | BAFTA Awards | rozrywka dla dzieci | Nominacja |